# ジョン・ムーア (競馬)
ジョン・ムーア（英：John Moore、香：約翰摩亞、1950年3月17日 - ）は、オーストラリアの調教師。オーストラリアシドニー出身。香港における歴代最多勝、最多勝金獲得記録を保持しているトップトレーナー。香港における広東語での愛称は「大摩」。
ライアン・ムーアとの血縁関係はない。

## 経歴
1971年に香港競馬がプロ化されて以来、一貫して香港で競馬に携わっている。当初は父であるジョージ・ムーア元調教師の下でアシスタントを務めていたが、1985年にジョージより引き継いで厩舎を開業した。これまでに7度の香港リーディングを獲得しており、特に中距離路線の名馬を多く管理している。
日本へは2006年の安田記念で初遠征し、ジョイフルウィナーで3着に入っている。翌年の安田記念にもジョイフルウィナー（9着）、エイブルワン（12着）の2頭を出走させている。それ以降、自厩舎で使用している飼料が日本では使用できないなどの理由により日本への遠征は遠ざかっていたが、2018年の宝塚記念にワーザーで11年ぶりの日本遠征を敢行し、2着に入った。
香港競馬の2019年/2020年シーズンをもって調教師を引退。オーストラリアに帰国し調教師を続けるという。

## 主な管理馬
- ヴィヴァパタカ（爆冷） - 2007・2010年クイーンエリザベス2世カップなど。 2008/2009年香港年度代表馬。
- ミリタリーアタック（軍事出擊） - 2013年クイーンエリザベス2世カップなど。2012/2013年香港年度代表馬。
- デザインズオンローム（威爾頓） - 2014年香港カップなど。2013/2014年香港年度代表馬。
- エイブルフレンド（步步友） - 2014年香港マイルなど。2014/2015年香港年度代表馬。
- ワーザー（明月千里） - 2016年クイーンエリザベス2世カップなど。 2015/2016年香港年度代表馬。
- ビューティージェネレーション（美麗傳承） - 2017・2018年香港マイルなど。2017/2018年香港年度代表馬。